# Sleeping with Sirens
Gli Sleeping with Sirens sono un gruppo musicale rock statunitense formatosi nel 2009 a Orlando, Florida. Dal 2019 sono sotto contratto con la Sumerian Records.

## Storia
Il gruppo si forma nel 2009 ed è composto da alcuni membri delle band For All We Know, Broadway, e Paddock Park.
Il loro primo album, With Ears to See and Eyes to Hear, viene pubblicato il 23 marzo 2010. Debutta al numero sette nella classifica Top Heatseekers della Billboard, e al numero 36 nella Top Independent Albums.
Il 7 aprile 2011, la band pubblica il suo primo singolo Do It Now Remember It Later, che è un estratto dall'imminente secondo album. Il 28 aprile esce un altro singolo, Fire. Il secondo album della band, Let's Cheers to This, viene pubblicato il 10 maggio del 2011. Il 12 giugno 2012, gli Sleeping with Sirens pubblicano l'EP acustico If You Were a Movie, This Would Be Your Soundtrack.
Il 13 gennaio 2013 la band entra in studio per registrare un terzo album, che dovrebbe essere pubblicato durante il 2013. Il 23 aprile 2013 pubblicano un nuovo singolo chiamato Low e svelano che il nome del terzo album sarà Feel. Per promuovere l'imminente album, partecipano al Vans Warped Tour. Il 21 maggio, la band commercializza un altro estratto da Feel, Alone, con la collaborazione di Machine Gun Kelly.
Il 4 agosto la band comunica che sarà l'headline del loro tour, il The Feel This Tour, per supportare il loro album, Feel. I Memphis May Fire, i Breathe Carolina, Issues, e i Our Last Night saranno insieme agli Sleeping with Sirens in alcune date.
Il 16 ottobre 2013 il chitarrista Jesse Lawson rende noto l'abbandono alla band, citando inoltre il suo desiderio di avere più tempo a disposizione per la sua famiglia e di iniziare una nuova carriera musicale. Dopo l'abbandono di Lawson, la band accoglie Nick Martin come chitarrista per il UK/EU Feel tour.
Il 6 luglio 2014 pubblicano una foto dove si vedono loro in studio, insieme a John Feldmann, registrando nuova musica.
Il 21 luglio 2014 annunciano che avrebbero partecipato a un tour mondiale insieme ai Pierce the Veil, con la partecipazione dei Beartooth e i This Wild Life. L'8 agosto la band dichiara la separazione ufficiale dalla Rise Records, perché aveva intenzione di lavorare come una band indipendente. Tuttavia, il 10 novembre 2014, viene annunciato che la band ha firmato un contratto con la Epitaph Records e che ha pubblicato Kick Me, un altro singolo, seguito da We Like It Loud il 1º gennaio 2015. Il 22 settembre 2017 esce Gossip, precedentemente anticipato da tre singoli: Legend, Cheers ed Empire to Ashes. Il 30 giugno, il gruppo annuncia che il batterista Gabe Barham ha lasciato il gruppo amichevolmente.
Il 19 giugno 2019, la band ha pubblicato il singolo Leave It All Behind, che è più vicino al loro sound più vecchio rispetto a quello di Gossip, e ha annunciato il loro sesto album in studio, How It Feels to Be Lost. Sarà la prima uscita della band sotto la Sumerian Records. Il 19 luglio 2019, la band ha pubblicato il secondo singolo dell'album, Break Me Down. L'8 agosto 2019, la band ha pubblicato il terzo singolo dell'album, Agree to Disagree.
Il 24 luglio 2020 la band ha pubblicato un nuovo singolo intitolato Talking to Myself, con un video di accompagnamento dei testi.
A giugno 2021 esce il singolo Bloody Knuckles.
Nel giugno 2022 è uscito il singolo Crosses insieme a Spencer Chamberlain. Ad agosto escono in contemporanea due singoli: Let You Down, in collaborazione con Charlotte Sands, e Ctrl + Alt + Del. A settembre esce il singolo Complete Collapse. Il nuovo album Complete Collapse viene pubblicato il 14 ottobre 2022. Il 29 settembre 2023 esce la versione deluxe di Complete Collapse.

## Stile musicale
Lo stile musicale della band è stato descritto come post-hardcore, pop rock, pop punk, alternative rock, emo, screamo e metalcore.
Il primo album, With Ears to See and Eyes to Hear, mescola il sound grezzo del metalcore con temi e tonalità emo-core, mentre gli album seguenti sono più tendenti al pop punk e al rock.
Con il loro ultimo album, How It Feels to Be Lost, la band ritorna al sound metalcore del primo album, ma utilizzando sonorità più complesse e mature. Secondo All Music, questo album è simile a quelli dei Bring Me the Horizon e degli Hands Like Houses.

## Formazione

### Formazione attuale
- Kellin Quinn  – voce, tastiera (2009-presente)
- Nick Martin – chitarra ritmica, voce secondaria (2014-presente)
- Justin Hills – basso, cori (2009-presente)
- Jack Fowler – chitarra solista, programmazione (2011-presente)

### In tour
- Alex Howard – chitarra ritmica, tastiere, cori (2014–presente)
- Matty Best – batteria (2019–presente)

### Ex componenti
- Gabe Barham – batteria (2009-2019)
- Jesse Lawson – chitarra ritmica, cori (2010-2013)
- Nick Trombino – chitarra ritmica, cori (2009-2010)
- Brandon McMasters – chitarra, cori (2009–2010)
- Brian Calzini – voce (2009)
- Paul Russell – basso (2009)
- Dave Aguliar – chitarra ritmica, cori (2009)
- Alex Kaladjian – batteria, percussioni (2009)

## Discografia

### Album in studio
- 2010 – With Ears to See and Eyes to Hear
- 2011 – Let's Cheers to This
- 2013 – Feel
- 2015 – Madness
- 2017 – Gossip
- 2019 – How It Feels to Be Lost
- 2022 – Complete Collapse

### Album dal vivo
- 2016 – Live and Unplugged

### EP
- 2012 – If You Were a Movie, This Would Be Your Soundtrack

### Box sets
- 2016 – The Rise Years

### Demo
- 2009 – Demo

### Singoli
- 2010 – You Kill Me (In a Good Way)
- 2010 – If I'm James Dean, You're Audrey Hepburn
- 2010 – With Ears to See and Eyes to Hear
- 2011 – Do It Now Remember It Later
- 2011 – Fire
- 2011 – If You Can't Hang
- 2011 – A Trophy Father's Trophy Son
- 2012 – Stomach Tied in Knots
- 2012 – Don't You Ever Forget About Me
- 2012 – Roger Rabbit
- 2013 – Low
- 2013 – Alone
- 2013 – Congratulations
- 2014 – Kick Me
- 2015 – We Like It Loud
- 2015 – Go Go Go
- 2015 – The Strays
- 2015 – Better Off Dead
- 2016 – Gold
- 2017 – Legends
- 2017 – Empire to Ashes
- 2017 – Cheers
- 2017 – Trouble
- 2019 – Leave It All Behind
- 2019 – Break Me Down
- 2019 – Agree to Disagree
- 2020 – Talking to Myself
- 2021 – Bloody Knuckles
- 2022 – Crosses (feat. Spencer Chamberlain)
- 2022 – Let You Down (feat. Charlotte Sands)
- 2022 – Ctrl + Alt + Del
- 2022 – Complete Collapse

### Partecipazioni a compilation
- 2011 – Punk Goes Pop 4, con Fuck You! (cover di Cee Lo Green)
- 2012 – Warped Tour 2012 Tour Compilation, con Tally It Up, Settle the Score
- 2013 – Warped Tour 2013 Tour Compilation, con Do It Now, Remember It Later